# Partit de la Nova Generació - Democristians
El Partit de la Nova Generació - Democristians (romanès Partidul Noua Generaţie - Creştin Democrat, PNG-CD) és un partit polític de Romania d'ideologia centrista fundat el 2000 per l'ex alcalde de Bucarest, Viorel Lis, i liderat des de 2004 per Gigi Becali. Des d'aleshores s'ha tornat més conservador i nacionalista. A les eleccions legislatives romaneses de 2004 només va obtenir el 2,2% dels vots i no va obtenir representació a la Cambra de Diputats ni al Senat de Romania, A les eleccions legislatives romaneses de 2008 va obtenir el 2,27% dels vots i continuà com a extraparlamentari.

## Membres destacats
- Dan Pavel - president executiu, antic assessor de Gigi Becali, professor de ciències polítiques.
- Alex Mihai Stoenescu - vicepresident, historiador.
- Marian Oprea - vicepresident, tertulià de televisió (a DDTV) i propietari de Lumea (revista de política internacional).

## Controvèrsies
El partit ha estat acusat de mantenir lligams amb el grup d'extrema dreta Noua Dreaptă, que es dedica a reivindicar la memòria de la Guàrdia de Ferro. Un ex assessor de Becali, Pavel Dan, va afirmar que "la gent de Noua Dreapta es convertiria en la" medul·la espinal "[base] del Partit Nova Generació".
Noua Dreaptă va negar qualsevol relació amb el PNG-CD i cap dels dirigents de Noua Dreaptă es va convertir en representant del PNG-CD. El PNG-CD ha estat descrit pel Departament d'Estat dels EUA com un "partit nacionalista extremista"